# Quşqara
Quşqara är en ort i Azerbajdzjan.   Den ligger i distriktet Xanlar Rayonu, i den västra delen av landet, 300 km väster om huvudstaden Baku. Quşqara ligger 386 meter över havet och antalet invånare är 1 895.
Terrängen runt Quşqara är platt åt nordost, men åt sydväst är den kuperad. Runt Quşqara är det mycket tätbefolkat, med 3 022 invånare per kvadratkilometer.. Närmaste större samhälle är Ganja, 6,5 km sydost om Quşqara.
Runt Quşqara är det i huvudsak tätbebyggt.